# Nuaidrate
Nuaidrate ou Neuidrate (em árabe: النويدرات; romaniz.: Nuwaidrat) é uma localidade do Barém situada na província Capital. Tornar-se-ia famosa após as manifestações de 2011, quando a polícia usou bombas de gás lacrimogêneo e balas de borracha contra manifestantes locais que, em sua maioria, são xiitas.